# 유쿠토모 도키
유쿠토모 도키(일본어: 行友 翔哉, 2005년 1월 5일~)는 일본의 축구 선수이다.

## 구단 경력
그는 2022년 J3리그의 에히메 FC에 입단했다. 2023년 8월 FC 파말리캉로 임대 이적했다. 2024년 8월 J2리그의 에히메 FC로 복귀했다.